# Siedlung Alt-Frankenforst
Die Siedlung Alt-Frankenforst, eine dem Gedanken der Gartenstadtbewegung verpflichtete Wohnsiedlung, ist seit 1995 als Denkmalbereich der Stadt Bergisch Gladbach im Rheinisch-Bergischen Kreis (Nordrhein-Westfalen) ausgewiesen.

## Geschichte und Beschreibung
Die Siedlung verfügt im Wesentlichen über die Merkmale vergleichbarer Villenkolonien in Deutschland. Sie ist ein typisches Beispiel für die gesellschaftliche und städtebauliche Entwicklung der Zeit vor dem Ersten Weltkrieg und wurde durch ein gewerbliches Unternehmen mit dem Zweck des gewinnbringenden Weiterverkaufs gegründet. Entscheidend war die günstige Verkehrsanbindung und die engere Beziehung von Köln zur Landgemeinde Bensberg. Die Bauherren suchten preiswertes Bauland in einem Waldbestand, um die Kinder gesund aufziehen zu können. Obst- und Gemüseanbau sowie Kleinviehhaltung waren verbreitet. Eine Siedlung für Menschen aus der Großstadt war geplant, die dem großstädtischen Niveau entsprach. Strom- und Gasversorgung und der Anschluss an die Kanalisation mussten gewährleistet sein. 
Die Siedlung liegt am Fuß einer Hügelkette zwischen Refrath und Bensberg im Waldgebiet Frankenforst und wurde 1908 nach einem Gesamtplan des Architekten Jean Klein durch die Kölner Baugesellschaft Waldhaus-Villenkolonie Frankenforst angelegt und bis zum Ende der 1920er Jahre bebaut. Sie ist ein signifikantes Beispiel für eine nach einem einheitlichen Plan angelegte Siedlung, die den Gedanken der Gartenstadtbewegung aufrechterhält. Das Wohnviertel ist eine bevorzugte und teure Wohngegend mit großzügig parzellierten Grundstücken und parkähnlich angelegten Gärten.  
Die Baugesellschaft hatte ihren Hauptsitz in Köln und in der Kolonie eine Niederlassung in der Villa Eugenia. Bis 1909 erwarb sie 337 Morgen und bot ab 1910 Grundstücke zu mäßigen Preisen zum Zweck einer villenartigen Bebauung an. Es wurde eine Weiterführung der elektrischen Vorortbahn durch Frankenforst beschlossen. Die Gesellschaft stellte das Gelände für die Bahntrasse kostenlos zur Verfügung und verpflichtete sich zur teilweisen Übernahme der Betriebskosten. 
Das Gebiet ist rechtwinklig zugeschnitten, es wird im Nordosten von der Eisenbahnlinie Bergisch Gladbach–Köln und im Südosten von der Eisenbahnlinie Köln–Bensberg begrenzt. Von einem langgestreckten Platz, der den Mittelpunkt der Siedlung bildet, gehen geradlinige ab, im Süden halbkreisförmig gebogene Wege mit kurzen Verbindungsstücken. Wegekreuzungen und Straßeneinmündungen sind zu ovalen oder halbovalen Plätzen mit Grünanlagen ausgeführt. Die Straßen haben die gleich Breite, teilweise ist noch alter Baumbestand erhalten. Einige Straßen sind nach den überwiegend gepflanzten Baumarten benannt. Ein ursprünglich geplanter Teich wurde nicht ausgeführt, an dessen Stelle wurde eine Grünanlage angelegt.

## Denkmalgeschützte Gebäude innerhalb der Siedlung
Folgende Gebäude sind in Teil A der Liste der Baudenkmäler in Bergisch Gladbach (Stand vom September 2011) der Stadt Bergisch Gladbach eingetragen:
| Bild           | Bezeichnung    | Lage                     | Bemerkungen | Eingetragen seit  | Denkmal- nummer |
| -------------- | -------------- | ------------------------ | --- | ----------------- | --------------- |
| Villa          | Villa          | Eichenhainallee 24 Karte | Das Gebäude gibt einen guten Eindruck von den Wohnverhältnissen gehobener Bevölkerungsschichten.                                                         | 24. November 1989 | 140             |
| Doppelwohnhaus | Doppelwohnhaus | Waldgürtel 5 Karte       | Das Doppelhaus hat keine symmetrische Grundrissgestaltung.                                                                                               | 24. November 1989 | 141             |
| Doppelwohnhaus | Doppelwohnhaus | Waldgürtel 7 Karte       | Das Doppelhaus hat keine symmetrische Grundrissgestaltung.                                                                                               | 24. November 1989 | 142             |
| Wohnhaus       | Wohnhaus       | Eichenhainallee 57 Karte | Das Gebäude befindet sich in annähernd unverändertem Zustand.                                                                                            | 15. Mai 1990      | 144             |
| Villa          | Villa          | Parkstraße 18 Karte      | Das einzige von Jean Klein in der Siedlung geplante Wohn- und Geschäftshaus ist nahezu unverändert erhalten.                                             | 15. Mai 1990      | 145             |
| Villa          | Villa          | Parkstraße 6 Karte       | Das Gebäude bestand schon vor der Siedlungsplanung durch Jean Klein.                                                                                     | 15. Mai 1990      | 146             |
| Villa          | Villa          | Kastanienallee 9 Karte   | 1957 wurde eine Garage angebaut, ansonsten entspricht die Raumdisposition wohl dem Ursprungszustand.                                                     | 30. Juli 1991     | 150             |
| Villa          | Villa          | Parkstraße 40 Karte      | Es ist eines der wenigen Gebäude in der Kolonie, das in der Gründerphase ausgeführt wurde.                                                               | 30. Juli 1991     | 152             |
| Villa          | Villa          | Buchenallee 9 Karte      | Das Haus ist eine typische kleinstädtische Villa. | 25. Juni 1993     | 154             |
| Wohnhaus       | Wohnhaus       | Eichenhainallee 29 Karte | Das Gebäude wurde von und im Namen der Baugesellschaft errichtet. Es ist ein wesentlicher Bestandteil des originalen Baubestands und nahezu unverändert. | 23. Juni 1993     | 155             |

## Bereichsprägende Gebäude
Als Bereichsprägende Gebäude gelten laut der Satzung die Häuser Parkstraße 8, Eichenhainallee 15, Eichenhainallee 17, Eichenhainallee 18, Eichenhainallee 26, Eichenhainallee 34 und Eichenhainallee 36.